# 中村エイト
中村 エイト（なかむら エイト）は、日本の男性イラストレーター。福岡県出身。京都府在住。

## 概要
「中村」は本名。「エイト」（8）は好きな数字であることから取っている。
デュエル・マスターズでのイラストレーター名の表記は「NAKAMURA 8」。
嵯峨美術大学では、非常勤講師としても活躍している。

## 来歴
元々絵をネットで公開しており、タカヤマトシアキの描画配信動画の配信当時に、デュエル・マスターズのアートディレクターがその配信を観ており、視聴者が「どうやったらデュエマの仕事ができますか？」という質問をしていた。それに対しタカヤマが、「デュエマで描きたい人はこちらのアートディレクターさんにイラストを送ってみると良いですよ」と答えており、中村がそれを聴いて、「僕の絵を見てください」というメッセージと何点かのイラストを送った結果、デュエマのカードイラストの担当として参加出来るようになった。以降はデュエマでイラスト担当として活動している。
2016年には『パズル&ドラゴンズ』のデュエル・マスターズコラボで「ボルメテウス・蒼炎・ドラゴン」などを担当し、以降パズドラでもモンスターのイラスト担当として活動している。

## 人物
自身がイラストレーターとして携わっているデュエル・マスターズを、商品展開開始時からプレイヤーとしてやっていた。好きなカードは「聖霊王アルファディオス」。

## 参加作品

### カード
- デュエル・マスターズ
- ヴァンガード
- バトルスピリッツ
- Z/X
- ファイアーエムブレム0
- ラクエンロジック
- ラストクロニクル
- 三国志大戦
- 戦国大戦

### ゲーム
- パズル&ドラゴンズ
- ゼノンザード
- アヴァロンの騎士
- Age of Ishtaria
- 陰陽師〜平安妖奇譚〜
- 逆襲のファンタジカ
- 幻獣姫
- 光速軌道アバタードライブ
- 戦国フロンティア
- ソウル・オブ・クリスタル
- 天下統一クロニクル
- 天空のクラフトフリート
- 連携×討伐！ドラゴンブレイク
- ロードオブウォー
- Lord of Knights
- CODE OF JOKER
- ねぷねぷ☆コネクト カオスチャンプル
- マジンボーン
- 咲うアルスノトリア（ジスオルド）

### その他
- アステル・レダ（VTuber）

## 担当絵
参加作品の担当絵数が5個を超えるものを記載する。
デュエル・マスターズ
- 「エヴォル・ドギラゴン」「燃える革命 ドギラゴン」「蒼き団長 ドギラゴン剣」など「ドギラゴン」クリーチャー全て
- 「時の革命 ミラダンテ」「時の法皇 ミラダンテΧⅡ」など「ミラダンテ」クリーチャー全て
- バトルエール・カイザー - 描いた絵が初めてカードになった物[1]
- 理英雄 デカルトQ
- 幾何学艦隊ピタゴラス
- アクア操縦士 ニュートン
- 将龍剣 ガイアール/猛烈将龍ガイバーン
- 龍波動空母 エビデゴラス/最終龍理 Q.E.D+
- 天獄の正義 ヘブンズ・ヘブン/天命讃華 ネバーラスト
- 覚星龍界 剣聖ジゲン
- 極魔王殿 ウェルカム・ヘル/極・魔壊王 デスゴロス
- 極真龍魂 オール・オーバー・ザ・ワールド
- 伝説の禁断 ドキンダムX（特別版）
- 大いなる銀河 巨星城/星城龍解 ダイギンガ
- アクア大尉 ガリレオ・ガリレイ
- 龍芭扇 ファンパイ/龍脈空船 トンナンシャーペ/亜空艦 ダイスーシドラ
- 爆砕面 ジョニーウォーカー
- 爆流剣術 紅蓮の太刀
- 龍覇 セイントローズ
- アクア新参兵 アイザック
- 極・龍覇 ヘルボロフ
- リンクウッドの魂燃焼！
- リンクウッドの龍変化！
- エヴォル・メラッチ
- デーモン・ハンド（特別版）
- 革命龍程式 シリンダ
- 凶殺皇 デス・ハンズ
- 破壊者 シュトルム
- 燃えるメラッチ
- 超奇天烈 ダイスダイス
- 奇天烈 サイコロン
- ボルメテウス・ブラック・ドラゴン（特別版）
- ボルメテウス・ホワイト・ドラゴン（特別版）
- 英雄奥義 バーニング銀河（特別版）
- 時の玉 ミラク
- デッカ・ポルカ
- 超竜キング・ボルシャック
- 破壊神デスペラード
- 超九極 モモタルス
- 燃えるボルッチ
- ボルメテウス・サファイア・ドラゴン（特別版）
- 別格の超人
- 音速 メテオ08
- 未来の玉 ダンテ
- DXブリキング
- 風の1号 ハムカツマン
- 漢の2号 ボスカツ
- 刀の3号 カツえもん
- 風の1号 ハムカツマン剣
- 漢の2号 ボスカツ剣
- 荒ぶる大佐 ダイリュウガン
- ミラクルストップ（特別版）
- 勇者の1号 ハムカツマン蒼
- 双勇 ボスカツ闘＆カツえもん武
- トレジャー・マップ
- 冥王の牙
- ブトカカ
- 怒号するグリンド・ホーン
- 気高き魂 不動
- 奇石 トーパズ
- 超ド級 テンクウオー
- ヘルコプ太
- DG 〜裁キノ刻〜
- DG 〜ヒトノ造リシモノ〜
- サッヴァークDG
- 煌龍 サッヴァーク
- 天ニ煌メク龍終ノ裁キ
- 剣参ノ裁キ
- 魂穿ツ煌世ノ正裁Z
- ギラミリオン・ギラクシー
- 雷翼の精霊サイスリス
- 音響の精霊ルルフーラ
- 神楯と天門と正義の決断
- マテン龍樹

パズル&ドラゴンズ
オリジナルキャラ
- ルシャナ
- マンティコア
- バルディン
- バルボワ
- コスモクルセイダー
- ミストルテイン
- ナインガルダ
- クロガネマル
- ウラノス
- アメノミナカヌシ
- バーバラ
- ジュリ
- エルメ
- ねね
- ダグザ
- ムート
- アルファ
- オメガ
- エナ
- アレンド
- エノク
- カミムスビ
- ラシオス
- タカミムスビ
- ブリギッド
- チィリン
- チィリン＝ドラゴン
- 伴神龍
- ハーニス
- レニュア
- ネド
- ゴティーン
- ドルトス
- トゥクトス
- シャマシュ
- エンケラス
- ランペイド
- アリナ
- セイナ

コラボキャラ
- ボルメテウス・蒼炎・ドラゴン（『デュエル・マスターズ』）（デュエル・マスターズコラボ）
- ドギラゴン
- ミラダンテXII
- レイギエナ（『モンスターハンター』）（モンスターハンターコラボ）
- ハンター・ナルガX装備
- ハンター・ギエナα装備
- ヤマツカミ
- セルレギオス
- リセ
- サンクレッド
- エドワード・エルリック（『鋼の錬金術師』）（鋼の錬金術師コラボ）
- アルフォンス・エルリック
- プー
- 雨宮蓮（『ペルソナ5』）（ペルソナコラボ）
- ガッシュ&高嶺清麿（『金色のガッシュ!!』）（サンデーコラボ）
- 坂田銀時（『銀魂』）（銀魂コラボ）
- シノン（『ソードアート・オンライン』）（ソードアート・オンライン アリシゼーションコラボ）
- アリス（現代）（『ソードアート・オンライン』）
- ユナ
- ジオウ（『仮面ライダージオウ』）（仮面ライダーコラボ）
- ゼロワン（『仮面ライダーゼロワン』）
- 衛宮士郎（『Fate/stay night』）（Fate/stay night [Heaven’s Feel]コラボ）
- セイバー（『Fate/stay night』）
- 麻倉葉（『シャーマンキング』）（シャーマンキングコラボ）
- グレート・スピリッツ
- 麻倉花
- ブラック・ジャック（『ブラック・ジャック』）（チャンピオンコラボ）
- 橘右京（『サムライスピリッツ』）（サムライスピリッツコラボ）
- 相良宗介（『フルメタル・パニック！』）（富士見ファンタジア文庫レジェンドコラボ）
- 武藤遊戯（『遊☆戯☆王』）（遊戯王コラボ）
- V
- 轟焦凍（『僕のヒーローアカデミア』）（僕のヒーローアカデミアコラボ）
- 麗日お茶子
- 竈門炭治郎（『鬼滅の刃』）（鬼滅の刃コラボ）
- 阿良々木暦（『〈物語〉シリーズ』）（〈物語〉シリーズコラボ）
- 神原駿河
- 五条悟（『呪術廻戦』）（呪術廻戦コラボ）
- 地獄のフブキ（『ワンパンマン』）（ワンパンマンコラボ）

## 挿絵
- 怪物たちを統べるモノ 最強の支援特化能力で、気付けば世界最強パーティーに!（著：Sin Guilty、HJノベルス、2022年7月19日 - ）
- 浮遊島の眠れるエース、士官学校生活を満喫する（著：坂石遊作、ファミ通文庫、2023年2月28日 - ）